# گری‌دوجی
گری دوجی روستایی در دهستان شیخ‌موسی بخش مرکزی شهرستان آق‌قلا استان گلستان ایران است. این روستا در 30 کیلومتری جاده اق قلا به گنبد واقع شده‌است. تمام مردم این روستا ترکمن می‌باشند. روستای‌گری دوجی مرکز دهستان شیخ‌موسی با ۱۴ روستای تابعه از توابع بخش مرکزی شهرستان اق قلا می‌باشد.

## جمعیت
بر پایه سرشماری عمومی نفوس و مسکن در سال ۱۳۹۵ جمعیت این مکان ۲٬۸۲۶ نفر (۷۵۳خانوار) بوده‌است.